# Georg Koberwein
Georg Koberwein (* 1820 in Wien; † 1876 in London) war ein österreichischer Maler und Fotograf.

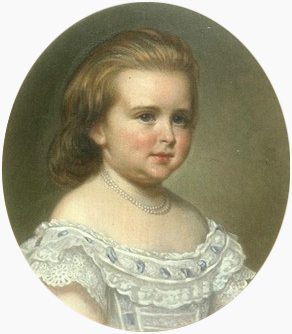
Alix von Hessen-Darmstadt von George Koberwein (1874).

## Leben
Koberwein, der Sohn des Schauspielers Josef Koberwein (1774–1857), studierte 1836 bis 1839 an der Akademie der vereinigten bildenden Künste in Wien und bei dem Bildnis- und Miniaturmaler Joseph Weidner. 1841–1843 war er Schüler von Paul Delaroche und an der École des Beaux-Arts in Paris. 1843 erfolgte die Rückkehr nach Wien und eine Tätigkeit als Porträtmaler. Ab spätestens 1846 war er Fotograf, ab den 1840er-Jahren nahm er an den Ausstellungen des Vereins für bildende Künste Wien teil. Koberwein war erneut 1849 in Paris, wo er als Porträtmaler arbeitete, anschließend zeitweise in Sankt Petersburg. Ende der 1850er-Jahre erfolgte eine Übersiedlung nach London, 1859 bis 1878 die Teilnahme an den Ausstellungen in der Royal Academy of Arts, der British Institution und der Society of British Artists.
Koberwein war mit der Schauspielerin Auguste Anschütz, der Tochter des Schauspielers Heinrich Anschütz, verheiratet.

## Werke (Auswahl)
- Porträt Paul Delaroche, undatiert, Pastell, 62 × 49 cm (Auktion Bonhams, Pictures, Furniture, European and Oriental Works of Art, 28. November 2006, Banbury Road, Oxford 2006, Lot 87).
- Portrait of a Zouave warrior, holding a bayonet, 1858, Öl/Lw, 82 × 65 cm, signiert: Paris (Auktion Bonhams, Pictures, Furniture, European and Oriental Works of Art, 28. November 2006, Banbury Road, Oxford 2006, Lot 185)